# Fotbollsagent
Fotbollsagenter är en typ av spelaragent inom fotboll som i utbyte mot en avgift förhandlar om och förmedlar anställnings- och sponsoravtal för fotbollsspelare. Som ersättning får fotbollsagenten en provision som kan variera beroende på agent och relationen till spelaren, men som vanligtvis ligger på omkring fem procent av kontraktet. En fotbollsagent har möjligheten att jobba individuellt och starta en egen verksamhet eller arbeta som en del av ett företag med andra fotbollsagenter. Antalet spelare en fotbollsagent företräder varierar kraftigt och är beroende på agentens rykte och kontakter.

## Historia

### 1850-talet till 1950-talet
Fotbollsagenter har varit verksamma sedan de första fotbollsmatcherna hölls i England under andra halvan av 1850-talet. Under denna period var agentens inflytande begränsat och deras egentliga syfte var att agera som informatörer åt klubbar som sökte nya talanger, liknande dagens fotbollsscouter. De första fotbollsagenter kan sägas ha företrätt klubben och inte spelaren. Under 1900-talet började allt fler klubbar bygga upp egna avdelningar för scouting och rekrytering. Detta gav förre jobbmöjligheter åt agenterna. Idén av att spelare skulle använda sig av extern representation under kontraktsförhandlingar sågs som ett hot mot det monopol klubbarna hade på transfermarknaden. Det var även olagligt för individer att agera mellanhand mellan spelare och klubb. Det var först på 1950-talet som agenter började representera spelarna istället för klubbarna, något som fortfarande var förbjudet vilket gjorde agenterna högst impopulära hos klubbarna. Trots detta ökade antalet förmedlare samt konsulter som representerade och hjälpte spelarna med exempelvis kontraktsförhandlingar. Klubbarnas monopol över transfermarknaden hade gått förlorad.

### 1960-talet till 2010-talet
Under 1960-talet och 1970-talet växte de kommersiella möjligheterna inom fotboll och som följd valde fler spelare att representeras av agenter. Fotbollsagenternas ständiga inblandning i transfermarknaden gjorde dem till essentiella aktörer i fotbollsvärlden. Trots flera europeiska länders strikta förbud mot agenter blev de allt vanligare och kom att accepteras i fotbollsvärlden. Det nya yrket saknade dock inte problem. Eftersom yrket inte hade godkänts av Fifa eller något av de andra beslutsorganen, var branschen helt oreglerad. Avsaknaden av översyn av spelaraffärer gjorde det möjligt för sportchefer, fotbollsagenter och tränare att dra nytta av systemet för egen vinning. Detta pressade Fifa till att år 1994 officiellt erkänna fotbollsagenternas roll i fotbollsvärlden, genom att sätta upp ett licenskrav och regelverk för yrkesgrenen.
Den händelse som har haft stört påverkan på den europeiska agentbranschen anses vara Bosmandomen från år 1995. Domen resulterade i att spelare tilläts byta klubb utan någon övergångssumma efter att deras nuvarande kontrakt löpt ut, vilket resulterade i en enorm press på klubbarna. Om klubbarna inte ville förlora sin investering tvingades de nu att antingen sälja spelaren eller erbjuda ett nytt kontrakt, ofta med bättre villkor. Nu hade maktfördelningen officiellt skiftat från klubbar till agenter och spelare, vilket innebar att en våg av nya fotbollsagenter gav sig in i branschen. År 2001 fanns det totalt 631 registrerade fotbollsagenter och i december åtta år senare fanns det 5 193 stycken agenter. Fotbollsagenternas starka roll gjorde klubbarna beroende av dem. Transfermarknaden av spelare har blivit allt mer invecklad och agenternas delvis genom agenternas inblandning.

## Agenternas påverkan på svensk elitfotboll

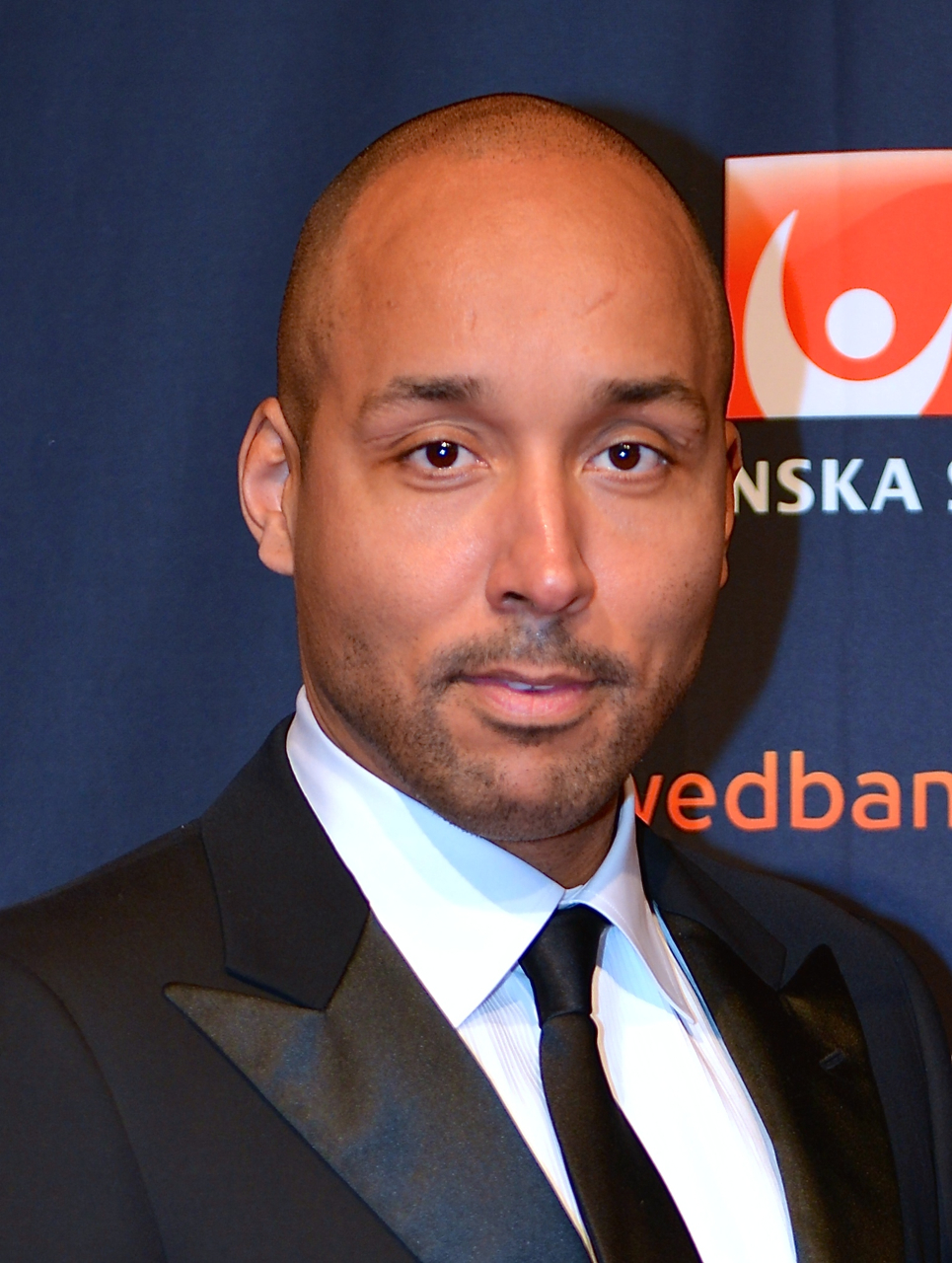
Martin Dahlin, en svensk fotbollsagent.

De svenska fotbollsagenterna anser att det finns två faktorer de bidrar med till svensk fotboll: rådgivning till dem individuella spelarna och en förbättrad ekonomisk situation för alla inblandade parter inom den svenska fotbollen. Den viktigaste faktorn svenska fotbollsagenter utgör är olika, beroende på vem man frågar. Klubbarna skulle påstå att agentverksamheten gynnar svensk elitfotbolls ekonomi, medan agentverksamheterna själva hävdar att deras rådgivning till spelarna är den viktigaste faktorn till den svenska fotbollen. Fotbollsagenterna konstaterar själva att de finns där så att spelaren tar rätt beslut i karriären, både ekonomiskt och sportsligt samt att de utvecklas både spelarmässigt och personligt. Detta är något som journalisterna Daniel Mason, Trevor Slack och Mark Smienk intygar i teorin om agenter. I kontrast till detta finns det en stor andel av agenter som även påstår att de är med och påverkar ekonomin inom svensk elitfotboll genom att höja transfersummor och spelarnas marknadsvärde. 
Utöver ekonomi och rådgivning, tillför agenterna med en marknadsföring av den svenska elitfotbollen samt att de fördjupar och breddar den svenska marknaden nätverksmässigt, kvalitetsmässigt och affärsmässigt. Deras arbete resulterar i att svensk elitfotboll sprids världen över. De tillför alltså kunskap både sportsligt och marknadsmässigt vilket i sin tur leder till ett globalt intresse från scouter, klubbar och supportrar när det kommer till dem stora affärerna som verkställs på grund av agenternas erfarenhet och kunskap. I och med att fotbollen kommersialiseras och globaliseras för varje dag som går blir agenternas roll betydligt viktigare för att få den svenska elitfotbollen att hänge med resten av fotbollsvärlden.    Både agentverksamheten och fotbollsklubbarna i Sverige är beroende av spelarförsäljningar som i sin tur gör dem beroende av varandra. Den ena parten finns där för som en grundpelare medan den andra parten utgör en viktig funktion. Funktionen att utveckla svensk elitfotboll rent marknadsmässigt och ekonomiskt på en global- och nationell nivå, men dessutom sportsligt på individnivå. Utifrån detta kan man antyda att agentverksamheten i enlighet med professionsteorin har byggts upp och växt fram som en självfallen samt betydande del inom svensk elitfotboll. 

## Fotbollsagentens roll

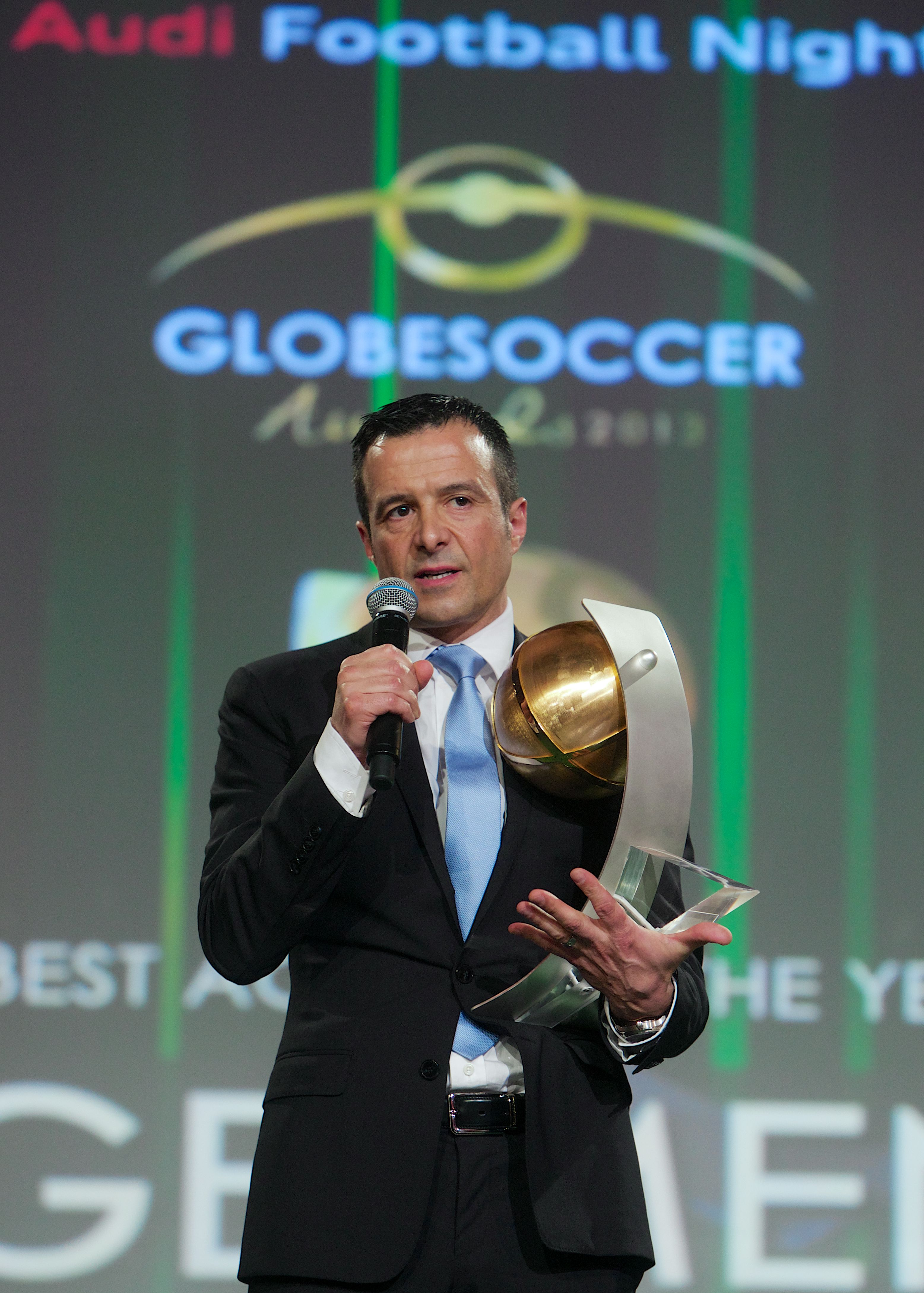
Jorge Mendes, fotbollsagent till Cristiano Ronaldo.

En agents verksamhet är oförutsägbart och det skiljer sig från dag till dag vilket gör yrket spännande och unikt. Det finns många olika aspekter som bildar de väsentliga uppgifterna för en mellanpart i den moderna fotbollen. De mest igenkända delarna är kontrakt och överlåtelser som kräver mycket tid och arbete. Affärer inom fotboll brukar ta veckor och månader att genomföra med agenten i fokus för att sluta ihop alla parter och komma överens gällande en affär. Därför är det viktigt för fotbollsagenterna att ständigt övervaka klubbarnas behov ifall en klient, agenten representerar, uppfyller de krav klubben söker. Agenten letar även efter kontraktslösa spelare och vad fotbollslagen saknar när det kommer till positioner i laget.
Ännu en viktig roll som agent är att säkra upp dina klienters sponsoravtal och syftet som agent är att man ska försöka skapa affärer för sin klient utanför planen. Det är här ett mycket starkt kontaktnät spelar en viktig roll. Att komma i kontakt med företag och varumärken som passar agentens spelare kan ge en möjligheten att säkra en referens och därmed en annan inkomstkälla utöver spelarkontraktet. Fotbollsagenter ska finnas där för spelaren och se till att spelaren har det som behövs för att lyckas. Att stötta klienten samtidigt som fotbollsagenten gör smarta affärer är grunden till en framgångsrik agent.

### En fotbollsagents egenskaper
Fotbollsagenter innehar sin egen stil och sitt eget sätt att sköta saker på. Det finns dock vissa egenskaper som är essentiella för en fotbollsagent. Några av de viktigaste egenskaperna är tillit och lojalitet. För att en spelare ska tillåta agenten att förhandla om affärer för deras skull måste de lita agenten och tro att agenten kommer att göra det som är bäst för dem och inte agera själviskt. Några agenter, i samband med kontraktsförhandling med klubbar, fokuserar mycket vad just deras provision är och inte på spelaren. Duktiga agenter får till bästa möjliga affär för spelaren och räknar sedan ut sin provision efteråt. Det är extremt viktigt arbeta utifrån spelarens bästa, då det är du som representerar dem, speciellt när det kommer till yngre spelare där respekt och förtroende är från föräldrarna är viktigt för att tillåtas arbeta nära med spelaren.
Fotbollsagenter behöver dessutom vara villig att offra och arbeta hårt. Branschen är väldigt tuff till en början och som agent måste man vara villig att jobba så hårt som möjligt för att bli framgångsrik. För att hamna på rätt väg måste man få ut det mesta från varje kontakt, varje möte och varje dag. Det gäller att skapa nästa tillfälle för din spelare. Det går inte som agent att sitta och vänta på att något företag ska kontakta en.